# 1960 w lotach kosmicznych
| Data                | Ładunek                 | Rakieta        | Opis |
| ------------------- | ----------------------- | -------------- | --- |
| 11 marca 1960       | Pioneer 5               | Thor Able IV   | Sonda badała przestrzeń międzyplanetarną między Ziemią a Wenus. |
| 1 kwietnia 1960     | TIROS 1                 | Thor Able II   | Pierwszy satelita meteorologiczny. |
| 13 kwietnia 1960    | Transit 1B Solrad dummy | Thor Able II   | Transit 1B testował metody navigacji dla okrętów podwodnych US Navy wyposażonych w rakiety balistyczne Polaris. |
| 15 maja 1960        | Korabl-Sputnik 1        | Wostok         | Prototyp załogowego statku kosmicznego Wostok. W wyniku błędu technicznego kabina załogowa powróciła na Ziemię w sposób niekontrolowany pięć lat później niż planowano, a jej szczątki spadły w centrum amerykańskiej miejscowości Manitowoc. |
| 24 maja 1960        | MIDAS 2                 | Atlas Agena    | Pierwszy amerykański satelita wczesnego ostrzegania mający wykrywać ślad cieplny promieniowania podczerwonego startujących radzieckich rakiet balistycznych.                                                                                  |
| 22 czerwca 1960     | Transit 2A Solrad 1     | Thor Able Star | Transit 2A testował system navigacyjny dla okrętów podwodnych. Solrad 1 był satelitą rozpoznawczym mającym rozpoznać emisję elektromagnetyczną radzieckich radarów wojskowych.                                                                |
| 12 sierpnia 1960    | Echo 1A                 | Thor Delta     | Metalizowany balon o średnicy 30 metrów, który miał służyć jako reflektor odbijający sygnały radiowe. |
| 19 sierpnia 1960    | Korabl-Sputnik 2        | Wostok         | Kontynuacja testów załogowego statku kosmicznego Wostok. W kapsule załogowej były psy Biełka i Striełka, które po zakończeniu misji bezpiecznie powróciły na Ziemię.                                                                          |
| 4 października 1960 | Courier 1B              | Thor Able Star | Pierwszy aktywny satelita telekomunikacyjny. |
| 3 listopada 1960    | Explorer 8              | Juno II        | Satelita badał jonosferę. |